# Valentin Ventura
Valentin Ventura (Bacolor, 1860 – Barcelona, 1935) was een Filipijns reformist die zich inzette voor veranderingen in de Spaanse koloniale Filipijnen. Hij financierde de publicatie van El Filibusterismo, de roman van de Filipijnse nationale held José Rizal.

## Biografie
Valentin Ventura werd geboren in 1860 in een welgestelde familie in Bacolor in de Filipijnse provincie Pampanga. Hij vertrok naar Spanje voor zijn opleiding. Daar sloot hij zich, aangemoedigd door zijn broer Balbino Ventura, aan bij de Propaganda Movement met reformisten als Juan Luna, Marcelo del Pilar, Graciano López Jaena en José Rizal, die vochten voor vreedzame hervormingen in de Spaanse koloniale Filipijnen.
Ventura woonde enige tijd bij Rizal in de Franse hoofdstad Parijs. Daar las hij de door Rizal afgeronde hoofdstukken van Noli Me Tangere en El Filibusterismo. Toen de publicatie van El Filibusterismo in gevaar dreigde te komen gaf hij Rizal de benodigde som geld om tot publicatie over te gaan. Als dank hiervoor kreeg hij van Rizal het originele manuscript. Later doneerde hij dit document via Trinidad Pardo de Tavera aan de Filipijnse overheid, waar het in de Filipijnse Nationale Bibliotheek werd opgenomen. In 1920, lang na de Filipijnse Revolutie keerde Ventura terug naar zijn vaderland. Hij was echter niet tevreden met de leefomstandigheden daar en keerde weer terug naar Spanje.
Ventura overleed in 1935 in de Barcelona. Hij was getrouwd met Carmen Tobar, een Spaanse mestiza en kreeg met haar twee zonen en twee dochters. Ventura was de oom van minister van Binnenlandse Zaken Honorio Ventura, een zoon van zijn broer Balbino Ventura.